# (29380) 1996 HO13
A (29380) 1996 HO13 a Naprendszer kisbolygóövében található aszteroida. Eric Walter Elst fedezte fel 1996. április 17-én.